# Diastaltica
Diastaltica là một chi bướm đêm thuộc họ Gelechiidae.